# Dwayne Peel
Dwayne John Peel (* 31. August 1981 in Carmarthen) ist ein walisischer Rugby-Union-Spieler, der auf der Position des Gedrängehalbs eingesetzt wird. Er ist für die walisische Nationalmannschaft und die Sale Sharks aktiv.
Peel gab 2001 sein Debüt für Wales gegen Japan. Mit der Umstrukturierung der walisischen Vereine und Regionen, spielte Peel für die Scarlets. Im selben Jahr wurde er für den Kader zur Weltmeisterschaft nominiert, wo er an allen Spielen teilnahm. Bei den Six Nations 2005 zeigte er herausragende Leistungen und war ein wichtiger Teil der Mannschaft, die den Grand Slam erreichen konnte. Folgerichtig wurde er auch für die Auswahlmannschaft British and Irish Lions nominiert und war der jüngste Spieler des Kaders. Er kam bei allen drei Spielen zum Einsatz.
Bei den Six Nations 2006 verletzte er sich schwer an der Schulter und fiel für die restliche Saison aus. Nach seiner Rückkehr war seine Position nicht mehr unangefochten. Seitdem steht er in Konkurrenz zu Mike Phillips. Bei der WM 2007 stand er bei jedem Spiel auf dem Feld, konnte aber das Ausscheiden in der Vorrunde nicht verhindern. Bei den Six Nations 2008 wurde er von Phillips ersetzt. Im Anschluss wechselte er nach England zu den Sale Sharks. Aufgrund fehlender Spielpraxis bei seinem neuen Verein wurde er zunächst nicht für den walisischen Kader zu den Six Nations 2009 nominiert. Nach der Verletzung von Gareth Cooper nominierte ihn Warren Gatland jedoch nach. Im Vorfeld des Spiels gegen Italien verletzte sich jedoch auch Peel und fiel für den Rest des Turniers aus.